# Mesochorus niger
Mesochorus niger är en stekelart som först beskrevs av Dasch 1974.  Mesochorus niger ingår i släktet Mesochorus och familjen brokparasitsteklar. Inga underarter finns listade i Catalogue of Life.